# Бенко, Франсиско
Франсиско Бенко (при рождении — Франц Бенко; исп. Francisco Benko, нем. Franz Benkö, венг. Benkő Ferencz, 24 июня 1910, Берлин — 11 января 2010, Буэнос-Айрес) — аргентинский шахматист (мастер) и шахматный композитор, уроженец Германии.

## Биография
Родился в Берлине в еврейской семье. Отец Рихард Вильгельм Бенко приехал в Германию из Венгрии, мать Алиса Йозефина Хелена Пикк — из Австрии.
Первую известность приобрел в 1928 г., когда в сеансе одновременной игры завершил вничью партию с чемпионом мира А. А. Алехиным.
В 1935 г. получил звание мастера. Через год вместе с сестрой, спасаясь от политики нацистов, эмигрировал сначала в Нидерланды, а оттуда — в Аргентину (родители остались в Германии и погибли в концлагере).
Участвовал во многих чемпионатах Аргентины (первый раз в 1937 г., последний — в 2004 г.). Неоднократно принимал участие в международных турнирах в Буэнос-Айресе и Мар-дель-Плате.
В 1954 г. представлял Аргентину в зональном турнире претендентского цикла 1954—1955.

## Шахматная композиция
С 1928 г. состоял в обществе „Die Schwalbe“. По творческим установкам был близок к А. Кремеру, Э. Цеплеру и Э. Биргфельду.
Собрал коллекцию шахматных композиций, объемом более 30 тыс. произведений.
Из собственного творчества Бенко наиболее известна следующая трехходовка (см. диаграмму):
|   | a | b | c | d | e | f | g | h |   |
| - | --- | --- | --- | --- | --- | --- | --- | --- | - |
| 8 | b8 чёрный ферзь · h8 чёрный король · f7 белая пешка · h7 чёрная пешка · c6 чёрная пешка · d6 белый конь · h6 белая пешка · c5 белая пешка · b3 чёрная пешка · b2 белый король · a1 белый слон | b8 чёрный ферзь · h8 чёрный король · f7 белая пешка · h7 чёрная пешка · c6 чёрная пешка · d6 белый конь · h6 белая пешка · c5 белая пешка · b3 чёрная пешка · b2 белый король · a1 белый слон | b8 чёрный ферзь · h8 чёрный король · f7 белая пешка · h7 чёрная пешка · c6 чёрная пешка · d6 белый конь · h6 белая пешка · c5 белая пешка · b3 чёрная пешка · b2 белый король · a1 белый слон | b8 чёрный ферзь · h8 чёрный король · f7 белая пешка · h7 чёрная пешка · c6 чёрная пешка · d6 белый конь · h6 белая пешка · c5 белая пешка · b3 чёрная пешка · b2 белый король · a1 белый слон | b8 чёрный ферзь · h8 чёрный король · f7 белая пешка · h7 чёрная пешка · c6 чёрная пешка · d6 белый конь · h6 белая пешка · c5 белая пешка · b3 чёрная пешка · b2 белый король · a1 белый слон | b8 чёрный ферзь · h8 чёрный король · f7 белая пешка · h7 чёрная пешка · c6 чёрная пешка · d6 белый конь · h6 белая пешка · c5 белая пешка · b3 чёрная пешка · b2 белый король · a1 белый слон | b8 чёрный ферзь · h8 чёрный король · f7 белая пешка · h7 чёрная пешка · c6 чёрная пешка · d6 белый конь · h6 белая пешка · c5 белая пешка · b3 чёрная пешка · b2 белый король · a1 белый слон | b8 чёрный ферзь · h8 чёрный король · f7 белая пешка · h7 чёрная пешка · c6 чёрная пешка · d6 белый конь · h6 белая пешка · c5 белая пешка · b3 чёрная пешка · b2 белый король · a1 белый слон | 8 |
| 7 | b8 чёрный ферзь · h8 чёрный король · f7 белая пешка · h7 чёрная пешка · c6 чёрная пешка · d6 белый конь · h6 белая пешка · c5 белая пешка · b3 чёрная пешка · b2 белый король · a1 белый слон | b8 чёрный ферзь · h8 чёрный король · f7 белая пешка · h7 чёрная пешка · c6 чёрная пешка · d6 белый конь · h6 белая пешка · c5 белая пешка · b3 чёрная пешка · b2 белый король · a1 белый слон | b8 чёрный ферзь · h8 чёрный король · f7 белая пешка · h7 чёрная пешка · c6 чёрная пешка · d6 белый конь · h6 белая пешка · c5 белая пешка · b3 чёрная пешка · b2 белый король · a1 белый слон | b8 чёрный ферзь · h8 чёрный король · f7 белая пешка · h7 чёрная пешка · c6 чёрная пешка · d6 белый конь · h6 белая пешка · c5 белая пешка · b3 чёрная пешка · b2 белый король · a1 белый слон | b8 чёрный ферзь · h8 чёрный король · f7 белая пешка · h7 чёрная пешка · c6 чёрная пешка · d6 белый конь · h6 белая пешка · c5 белая пешка · b3 чёрная пешка · b2 белый король · a1 белый слон | b8 чёрный ферзь · h8 чёрный король · f7 белая пешка · h7 чёрная пешка · c6 чёрная пешка · d6 белый конь · h6 белая пешка · c5 белая пешка · b3 чёрная пешка · b2 белый король · a1 белый слон | b8 чёрный ферзь · h8 чёрный король · f7 белая пешка · h7 чёрная пешка · c6 чёрная пешка · d6 белый конь · h6 белая пешка · c5 белая пешка · b3 чёрная пешка · b2 белый король · a1 белый слон | b8 чёрный ферзь · h8 чёрный король · f7 белая пешка · h7 чёрная пешка · c6 чёрная пешка · d6 белый конь · h6 белая пешка · c5 белая пешка · b3 чёрная пешка · b2 белый король · a1 белый слон | 7 |
| 6 | b8 чёрный ферзь · h8 чёрный король · f7 белая пешка · h7 чёрная пешка · c6 чёрная пешка · d6 белый конь · h6 белая пешка · c5 белая пешка · b3 чёрная пешка · b2 белый король · a1 белый слон | b8 чёрный ферзь · h8 чёрный король · f7 белая пешка · h7 чёрная пешка · c6 чёрная пешка · d6 белый конь · h6 белая пешка · c5 белая пешка · b3 чёрная пешка · b2 белый король · a1 белый слон | b8 чёрный ферзь · h8 чёрный король · f7 белая пешка · h7 чёрная пешка · c6 чёрная пешка · d6 белый конь · h6 белая пешка · c5 белая пешка · b3 чёрная пешка · b2 белый король · a1 белый слон | b8 чёрный ферзь · h8 чёрный король · f7 белая пешка · h7 чёрная пешка · c6 чёрная пешка · d6 белый конь · h6 белая пешка · c5 белая пешка · b3 чёрная пешка · b2 белый король · a1 белый слон | b8 чёрный ферзь · h8 чёрный король · f7 белая пешка · h7 чёрная пешка · c6 чёрная пешка · d6 белый конь · h6 белая пешка · c5 белая пешка · b3 чёрная пешка · b2 белый король · a1 белый слон | b8 чёрный ферзь · h8 чёрный король · f7 белая пешка · h7 чёрная пешка · c6 чёрная пешка · d6 белый конь · h6 белая пешка · c5 белая пешка · b3 чёрная пешка · b2 белый король · a1 белый слон | b8 чёрный ферзь · h8 чёрный король · f7 белая пешка · h7 чёрная пешка · c6 чёрная пешка · d6 белый конь · h6 белая пешка · c5 белая пешка · b3 чёрная пешка · b2 белый король · a1 белый слон | b8 чёрный ферзь · h8 чёрный король · f7 белая пешка · h7 чёрная пешка · c6 чёрная пешка · d6 белый конь · h6 белая пешка · c5 белая пешка · b3 чёрная пешка · b2 белый король · a1 белый слон | 6 |
| 5 | b8 чёрный ферзь · h8 чёрный король · f7 белая пешка · h7 чёрная пешка · c6 чёрная пешка · d6 белый конь · h6 белая пешка · c5 белая пешка · b3 чёрная пешка · b2 белый король · a1 белый слон | b8 чёрный ферзь · h8 чёрный король · f7 белая пешка · h7 чёрная пешка · c6 чёрная пешка · d6 белый конь · h6 белая пешка · c5 белая пешка · b3 чёрная пешка · b2 белый король · a1 белый слон | b8 чёрный ферзь · h8 чёрный король · f7 белая пешка · h7 чёрная пешка · c6 чёрная пешка · d6 белый конь · h6 белая пешка · c5 белая пешка · b3 чёрная пешка · b2 белый король · a1 белый слон | b8 чёрный ферзь · h8 чёрный король · f7 белая пешка · h7 чёрная пешка · c6 чёрная пешка · d6 белый конь · h6 белая пешка · c5 белая пешка · b3 чёрная пешка · b2 белый король · a1 белый слон | b8 чёрный ферзь · h8 чёрный король · f7 белая пешка · h7 чёрная пешка · c6 чёрная пешка · d6 белый конь · h6 белая пешка · c5 белая пешка · b3 чёрная пешка · b2 белый король · a1 белый слон | b8 чёрный ферзь · h8 чёрный король · f7 белая пешка · h7 чёрная пешка · c6 чёрная пешка · d6 белый конь · h6 белая пешка · c5 белая пешка · b3 чёрная пешка · b2 белый король · a1 белый слон | b8 чёрный ферзь · h8 чёрный король · f7 белая пешка · h7 чёрная пешка · c6 чёрная пешка · d6 белый конь · h6 белая пешка · c5 белая пешка · b3 чёрная пешка · b2 белый король · a1 белый слон | b8 чёрный ферзь · h8 чёрный король · f7 белая пешка · h7 чёрная пешка · c6 чёрная пешка · d6 белый конь · h6 белая пешка · c5 белая пешка · b3 чёрная пешка · b2 белый король · a1 белый слон | 5 |
| 4 | b8 чёрный ферзь · h8 чёрный король · f7 белая пешка · h7 чёрная пешка · c6 чёрная пешка · d6 белый конь · h6 белая пешка · c5 белая пешка · b3 чёрная пешка · b2 белый король · a1 белый слон | b8 чёрный ферзь · h8 чёрный король · f7 белая пешка · h7 чёрная пешка · c6 чёрная пешка · d6 белый конь · h6 белая пешка · c5 белая пешка · b3 чёрная пешка · b2 белый король · a1 белый слон | b8 чёрный ферзь · h8 чёрный король · f7 белая пешка · h7 чёрная пешка · c6 чёрная пешка · d6 белый конь · h6 белая пешка · c5 белая пешка · b3 чёрная пешка · b2 белый король · a1 белый слон | b8 чёрный ферзь · h8 чёрный король · f7 белая пешка · h7 чёрная пешка · c6 чёрная пешка · d6 белый конь · h6 белая пешка · c5 белая пешка · b3 чёрная пешка · b2 белый король · a1 белый слон | b8 чёрный ферзь · h8 чёрный король · f7 белая пешка · h7 чёрная пешка · c6 чёрная пешка · d6 белый конь · h6 белая пешка · c5 белая пешка · b3 чёрная пешка · b2 белый король · a1 белый слон | b8 чёрный ферзь · h8 чёрный король · f7 белая пешка · h7 чёрная пешка · c6 чёрная пешка · d6 белый конь · h6 белая пешка · c5 белая пешка · b3 чёрная пешка · b2 белый король · a1 белый слон | b8 чёрный ферзь · h8 чёрный король · f7 белая пешка · h7 чёрная пешка · c6 чёрная пешка · d6 белый конь · h6 белая пешка · c5 белая пешка · b3 чёрная пешка · b2 белый король · a1 белый слон | b8 чёрный ферзь · h8 чёрный король · f7 белая пешка · h7 чёрная пешка · c6 чёрная пешка · d6 белый конь · h6 белая пешка · c5 белая пешка · b3 чёрная пешка · b2 белый король · a1 белый слон | 4 |
| 3 | b8 чёрный ферзь · h8 чёрный король · f7 белая пешка · h7 чёрная пешка · c6 чёрная пешка · d6 белый конь · h6 белая пешка · c5 белая пешка · b3 чёрная пешка · b2 белый король · a1 белый слон | b8 чёрный ферзь · h8 чёрный король · f7 белая пешка · h7 чёрная пешка · c6 чёрная пешка · d6 белый конь · h6 белая пешка · c5 белая пешка · b3 чёрная пешка · b2 белый король · a1 белый слон | b8 чёрный ферзь · h8 чёрный король · f7 белая пешка · h7 чёрная пешка · c6 чёрная пешка · d6 белый конь · h6 белая пешка · c5 белая пешка · b3 чёрная пешка · b2 белый король · a1 белый слон | b8 чёрный ферзь · h8 чёрный король · f7 белая пешка · h7 чёрная пешка · c6 чёрная пешка · d6 белый конь · h6 белая пешка · c5 белая пешка · b3 чёрная пешка · b2 белый король · a1 белый слон | b8 чёрный ферзь · h8 чёрный король · f7 белая пешка · h7 чёрная пешка · c6 чёрная пешка · d6 белый конь · h6 белая пешка · c5 белая пешка · b3 чёрная пешка · b2 белый король · a1 белый слон | b8 чёрный ферзь · h8 чёрный король · f7 белая пешка · h7 чёрная пешка · c6 чёрная пешка · d6 белый конь · h6 белая пешка · c5 белая пешка · b3 чёрная пешка · b2 белый король · a1 белый слон | b8 чёрный ферзь · h8 чёрный король · f7 белая пешка · h7 чёрная пешка · c6 чёрная пешка · d6 белый конь · h6 белая пешка · c5 белая пешка · b3 чёрная пешка · b2 белый король · a1 белый слон | b8 чёрный ферзь · h8 чёрный король · f7 белая пешка · h7 чёрная пешка · c6 чёрная пешка · d6 белый конь · h6 белая пешка · c5 белая пешка · b3 чёрная пешка · b2 белый король · a1 белый слон | 3 |
| 2 | b8 чёрный ферзь · h8 чёрный король · f7 белая пешка · h7 чёрная пешка · c6 чёрная пешка · d6 белый конь · h6 белая пешка · c5 белая пешка · b3 чёрная пешка · b2 белый король · a1 белый слон | b8 чёрный ферзь · h8 чёрный король · f7 белая пешка · h7 чёрная пешка · c6 чёрная пешка · d6 белый конь · h6 белая пешка · c5 белая пешка · b3 чёрная пешка · b2 белый король · a1 белый слон | b8 чёрный ферзь · h8 чёрный король · f7 белая пешка · h7 чёрная пешка · c6 чёрная пешка · d6 белый конь · h6 белая пешка · c5 белая пешка · b3 чёрная пешка · b2 белый король · a1 белый слон | b8 чёрный ферзь · h8 чёрный король · f7 белая пешка · h7 чёрная пешка · c6 чёрная пешка · d6 белый конь · h6 белая пешка · c5 белая пешка · b3 чёрная пешка · b2 белый король · a1 белый слон | b8 чёрный ферзь · h8 чёрный король · f7 белая пешка · h7 чёрная пешка · c6 чёрная пешка · d6 белый конь · h6 белая пешка · c5 белая пешка · b3 чёрная пешка · b2 белый король · a1 белый слон | b8 чёрный ферзь · h8 чёрный король · f7 белая пешка · h7 чёрная пешка · c6 чёрная пешка · d6 белый конь · h6 белая пешка · c5 белая пешка · b3 чёрная пешка · b2 белый король · a1 белый слон | b8 чёрный ферзь · h8 чёрный король · f7 белая пешка · h7 чёрная пешка · c6 чёрная пешка · d6 белый конь · h6 белая пешка · c5 белая пешка · b3 чёрная пешка · b2 белый король · a1 белый слон | b8 чёрный ферзь · h8 чёрный король · f7 белая пешка · h7 чёрная пешка · c6 чёрная пешка · d6 белый конь · h6 белая пешка · c5 белая пешка · b3 чёрная пешка · b2 белый король · a1 белый слон | 2 |
| 1 | b8 чёрный ферзь · h8 чёрный король · f7 белая пешка · h7 чёрная пешка · c6 чёрная пешка · d6 белый конь · h6 белая пешка · c5 белая пешка · b3 чёрная пешка · b2 белый король · a1 белый слон | b8 чёрный ферзь · h8 чёрный король · f7 белая пешка · h7 чёрная пешка · c6 чёрная пешка · d6 белый конь · h6 белая пешка · c5 белая пешка · b3 чёрная пешка · b2 белый король · a1 белый слон | b8 чёрный ферзь · h8 чёрный король · f7 белая пешка · h7 чёрная пешка · c6 чёрная пешка · d6 белый конь · h6 белая пешка · c5 белая пешка · b3 чёрная пешка · b2 белый король · a1 белый слон | b8 чёрный ферзь · h8 чёрный король · f7 белая пешка · h7 чёрная пешка · c6 чёрная пешка · d6 белый конь · h6 белая пешка · c5 белая пешка · b3 чёрная пешка · b2 белый король · a1 белый слон | b8 чёрный ферзь · h8 чёрный король · f7 белая пешка · h7 чёрная пешка · c6 чёрная пешка · d6 белый конь · h6 белая пешка · c5 белая пешка · b3 чёрная пешка · b2 белый король · a1 белый слон | b8 чёрный ферзь · h8 чёрный король · f7 белая пешка · h7 чёрная пешка · c6 чёрная пешка · d6 белый конь · h6 белая пешка · c5 белая пешка · b3 чёрная пешка · b2 белый король · a1 белый слон | b8 чёрный ферзь · h8 чёрный король · f7 белая пешка · h7 чёрная пешка · c6 чёрная пешка · d6 белый конь · h6 белая пешка · c5 белая пешка · b3 чёрная пешка · b2 белый король · a1 белый слон | b8 чёрный ферзь · h8 чёрный король · f7 белая пешка · h7 чёрная пешка · c6 чёрная пешка · d6 белый конь · h6 белая пешка · c5 белая пешка · b3 чёрная пешка · b2 белый король · a1 белый слон | 1 |
|   | a | b | c | d | e | f | g | h |   |

1. Кc4! (1. Кe8? Фg3 2. f8Ф+ Фg8 3. Фf6+ Фg7). Теперь черные в цугцванге. Они не могут одновременно держать под защитой свою пешку на b3 и поле f8. Если 1... Фg3, то после 2. f8Ф+ Фg8 черный ферзь не защищает пешку, и следует 3. Кр:b3#.

## Спортивные результаты
| Год         | Город                | Соревнование                                         | + | −  | = | Результат | Место  |
| ----------- | -------------------- | ---------------------------------------------------- | - | -- | - | --------- | ------ |
| 1937        | Буэнос-Айрес         | Чемпионат Аргентины                                  |   |    |   |           | [ 2 ]  |
|             | Буэнос-Айрес         | Турнир аргентинских мастеров                         |   |    |   |           | 11     |
| 1938        | Ла-Плата             | Чемпионат Аргентины                                  | 5 | 12 | 4 | 7 из 21   | 20     |
| 1939        | Буэнос-Айрес         | Чемпионат Аргентины                                  |   |    |   |           | 11     |
|             | Буэнос-Айрес         | Международный турнир                                 | 3 | 7  | 1 | 3½ из 11  | 9—10   |
| 1940        | Буэнос-Айрес         | Чемпионат Аргентины                                  |   |    |   |           | 12     |
| 1941        | Буэнос-Айрес         | Чемпионат Аргентины                                  |   |    |   |           | 9—10   |
|             | Буэнос-Айрес         | Международный турнир                                 |   |    |   |           | 13     |
| 1945        | Баия-Бланка          | Чемпионат Аргентины                                  |   |    |   |           | 13     |
|             | Буэнос-Айрес         | Международный турнир                                 | 3 | 5  | 4 | 5 из 12   | 8      |
| 1946        |                      | Радиоматч Аргентина — Уругвай (против Ад. Родригеса) | 1 | 0  | 0 | 1 из 1    |        |
| 1947        | Буэнос-Айрес         | Чемпионат Аргентины                                  | 8 | 5  | 4 | 10 из 17  | 5—6    |
|             | Буэнос-Айрес         | Мемориал Р. Грау                                     |   |    |   |           |        |
| 1948        | Буэнос-Айрес         | Чемпионат Аргентины                                  |   |    |   |           | 5      |
| 1949        | Буэнос-Айрес         | Чемпионат Аргентины                                  |   |    |   |           | 5—6    |
|             | Ремедиос-де-Эскалада | Турнир аргентинских шахматистов                      | 3 | 4  | 0 | 3 из 7    | 6      |
|             | Мар-дель-Плата       | Международный турнир                                 | 3 | 10 | 4 | 5 из 17   | 15—16  |
| 1951 / 1952 | Буэнос-Айрес         | Чемпионат Аргентины                                  | 4 | 6  | 5 | 6½ из 15  | 11     |
| 1953        | Буэнос-Айрес         | Чемпионат Аргентины                                  |   |    |   |           | 5—7    |
| 1954        | Мар-дель-Плата       | Зональный турнир                                     |   |    |   |           | 14—15  |
| 1955        | Буэнос-Айрес         | Международный турнир                                 | 1 | 14 | 2 | 2 из 17   | 18     |
| 1958        | Буэнос-Айрес         | Чемпионат Аргентины                                  | 0 | 13 | 4 | 2 из 17   | 18     |
| 1960        | Буэнос-Айрес         | Чемпионат Аргентины                                  | 5 | 9  | 5 | 7½ из 19  | 16—18  |
| 1961        | Буэнос-Айрес         | Чемпионат Аргентины                                  | 3 | 11 | 3 | 4½ из 17  | 16—17  |
| 1965        | Буэнос-Айрес         | Чемпионат Буэнос-Айреса                              | 3 | 6  | 2 | 4 из 11   | 8      |
| 1967        | Мар-дель-Плата       | Опен-турнир                                          |   |    |   |           |        |
| 1968        | Буэнос-Айрес         | Опен-турнир                                          |   |    |   |           |        |
| 1969        | Буэнос-Айрес         | Чемпионат Аргентины                                  | 1 | 4  | 2 | 2 из 7    | 14—18  |
| 1970        | Мар-дель-Плата       | Опен-турнир                                          |   |    |   |           |        |
| 1971        | Мар-дель-Плата       | Опен-турнир                                          |   |    |   |           |        |
| 1972        | Мар-дель-Плата       | Опен-турнир                                          |   |    |   |           |        |
|             | Сарате               | Опен-турнир                                          |   |    |   |           |        |
| 1973        | Мар-дель-Плата       | Опен-турнир                                          |   |    |   |           |        |
|             | Буэнос-Айрес         | Опен-турнир                                          |   |    |   |           |        |
|             | Сарате               | Опен-турнир                                          |   |    |   |           |        |
| 1974        | Мар-дель-Плата       | Опен-турнир                                          |   |    |   |           |        |
| 1975        | Мерседес             | Опен-турнир                                          |   |    |   |           |        |
| 1977        | Буэнос-Айрес         | Турнир Аргентинского шахматного клуба                | 0 | 7  | 3 | 1½ из 10  | 12     |
|             | Буэнос-Айрес         | Опен-турнир                                          |   |    |   |           |        |
| 1985        | Буэнос-Айрес         | Опен-турнир                                          |   |    |   |           |        |
| 1989        | Буэнос-Айрес         | Опен-турнир                                          |   |    |   |           |        |
| 1991        | Буэнос-Айрес         | Опен-турнир                                          |   |    |   |           |        |
|             | Акасуссо             | Опен-турнир                                          |   |    |   |           | [ 14 ] |
| 1992        | Буэнос-Айрес         | Опен-турнир                                          |   |    |   |           |        |
|             | Сан-Фернандо         | Опен-турнир                                          |   |    |   |           |        |
| 1993        | Буэнос-Айрес         | Опен-турнир в честь М. Найдорфа                      |   |    |   |           |        |
|             | Мар-дель-Плата       | Опен-турнир                                          |   |    |   |           |        |
|             | Сан-Фернандо         | Опен-турнир                                          |   |    |   |           |        |
|             | Флорида-Валле        | Опен-турнир                                          |   |    |   |           |        |
| 1994        | Акасуссо             | Опен-турнир                                          |   |    |   |           |        |
|             | Буэнос-Айрес         | Опен-турнир                                          |   |    |   |           |        |
| 1995        | Буэнос-Айрес         | Опен-турнир                                          |   |    |   |           |        |
|             | Мар-дель-Плата       | Опен-турнир                                          |   |    |   |           |        |
| 1996        | Вилья-Бальестер      | Опен-турнир                                          |   |    |   |           |        |
|             | Мар-дель-Плата       | Опен-турнир                                          |   |    |   |           |        |
|             | Буэнос-Айрес         | Опен-турнир                                          |   |    |   |           |        |
| 1997        | Вилья-Бальестер      | Опен-турнир                                          |   |    |   |           |        |
| 1998        | Буэнос-Айрес         | Мемориал М. Найдорфа (опен-турнир)                   |   |    |   |           |        |
| 2004        |                      | Чемпионат Аргентины                                  |   |    |   |           | 91     |